# Weißes Meer
Koordinaten: 65° 39′ 0″ N, 36° 51′ 0″ O
Das Weiße Meer oder Weißmeer (russisch Бе́лое мо́ре Beloje more, karelisch und finnisch Vienanmeri, nenzisch Сэрако ямʼ Serako yam) ist ein Nebenmeer des Arktischen Ozeans im Norden des europäischen Teils Russlands.

## Geografie und Daten

### Fläche
Das Weiße Meer bedeckt eine Fläche von rund 90.000 km² und hat ein Gesamtvolumen von etwa 6000 km³. Im Mittel ist es 67 m tief, die maximale Tiefe beträgt 350 m. Im Norden wird das Meer durch die Halbinsel Kola, im Westen durch die Landschaft Karelien und im Süden durch die Oblast Archangelsk begrenzt. Da dieses Nebenmeer fast vollständig von Festland umgeben ist, aber einen verhältnismäßig breiten Zugang zum Nordmeer hat, handelt es sich um ein Randmeer.

### Gliederung
Das Weiße Meer wird in vier Teile gegliedert. Den nördlichen Übergangsbereich zur Barentssee stellt die Waronka (russisch: Воронка, wörtlich: Trichter) dar, die 100 bis 170 km breit ist. Ihre Tiefe beträgt bis zu 80 m, im Mittel 34 m. Südöstlich der Waronka liegt der im Mittel nur 13 m tiefe Mesenbusen (russisch Мезенский залив Mesenskij saliw). Die 40 bis 60 km breite Meerenge Gorlo (russisch: Горло, wörtlich: Hals), die 40 bis 60 m tief ist, führt in das eigentliche Weiße Meer. Dieses wiederum besteht aus dem zentralen Becken sowie drei Buchten (von Ost nach West): dem Dwinabusen (mittlere Tiefe: 49 m), der Onega-Bucht (mittlere Tiefe: 19 m) und der Kandalakscha-Bucht (mittlere Tiefe: 109 m).

### Inseln
Im Weißen Meer liegen die Solowezki-Inseln mit den Labyrinthen auf Bolschoi Sajazki sowie die Morschowez-Insel.

### Klima
Das Klima ist kontinental geprägt: Während die Winter lang und streng sind mit Temperaturen bis −30 °C, ist der Sommer recht warm. Die Lufttemperatur erreicht gelegentlich bis zu 30 °C, steigt jedoch meist nicht über 15–20 °C. Die Wassertemperatur hat ihren Höchststand im August und erreicht 14–15 °C in der Kandalakscha-Bucht, 12–13 °C im zentralen Becken, 20–24 °C in den flachen Buchten und lediglich 7–8 °C im Gorlo. Im Winter sind Teile des Meeres eisbedeckt, jedoch friert das Meer nur in sehr harten Wintern gänzlich zu. Die oberflächlichen Wassertemperaturen liegen zu dieser Jahreszeit nahe beim Gefrierpunkt, der in Abhängigkeit von dem Salzgehalt 0 bis −1,9 °C beträgt. Unterhalb einer Tiefe von etwa 130 m verändert sich die Wassertemperatur im gesamten Jahresverlauf nicht (−1,4 °C).

### Salzgehalt
Die Salinität (Salzgehalt) variiert je nach Süßwasserzufuhr aus den Flüssen innerhalb des Weißen Meeres. An der Oberfläche des zentralen Weißen Meeres liegt sie bei 24–27 ‰, in der Tiefe bei 30 ‰. Damit ist das Meer etwas weniger salzig als die benachbarte Barentssee.
Die bedeutendsten Süßwasserzuflüsse sind die Nördliche Dwina (143 km³/a), der Mesen (33 km³/a) und der Onega (21 km³/a), die alle in den östlichen Teil des Meeres münden. Insgesamt beträgt die Süßwasserzufuhr ins Weiße Meer im Mittel 228 km³ pro Jahr. Dementsprechend ist der Abfluss in die Barentssee (ca. 2200 km³) etwas höher als der Zufluss (2000 km³).

## Häfen und Verkehr
Russland hat das alleinige Hoheitsrecht über das Weiße Meer. Wichtigster Hafen ist Archangelsk, wichtigster Zufluss die Nördliche Dwina. Ein weiterer größerer Hafen ist Kandalakscha. Über den 1933 eröffneten Weißmeer-Ostsee-Kanal bestehen Kanalverbindungen bis zum Kaspischen und zum Schwarzen Meer. Die Häfen des Weißen Meeres sind von Oktober/November oft bis in den Mai hinein vereist.

## Forschungsstationen
In der Kandalakscha-Bucht befinden sich mehrere biologische Forschungsstationen, darunter die WSBS des Zoologischen Instituts der Russischen Akademie der Wissenschaften auf der Landzunge Kartesh, die Station der Staatlichen Universität St. Petersburg auf der Insel Srednii in der Chupa-Bucht und die BBS der Moskauer Lomonossow-Universität in der Nähe des Dorfes Poljakonda mit einer Filiale auf den Solowezki-Inseln in der Onega-Bucht.

## Geschichte
Die Bewohner von Nowgorod kannten das Weiße Meer mindestens seit dem 11. Jahrhundert und entdeckten schnell seine kommerzielle Bedeutung für die Schifffahrt und seine an Pelztieren reichen Küstenwälder. Eine der frühesten Siedlungen in der Nähe der Meeresküste entstand im späten 14. Jahrhundert in Kholmogory an der nördlichen Dwina. Von hier aus segelte 1492 eine mit Getreide beladene Handelsflotte mit Botschaftern Iwans III. von Russland nach Dänemark und begründete damit den ersten internationalen Seehafen Russlands.